# Reino Chupânida
O Reino Chupânida foi um curto Estado que se formou no noroeste do atual Irã e no Cáucaso com o colapso do Ilcanato dos mongóis. Era governado pela dinastia dos chupânidas ou chobânidas (em persa: سلسله امرای چوپانی; romaniz.: Amir Chupani), os descendentes de uma família mongol que se destacaram no século XIV, na Pérsia. Eles inicialmente serviam ao Ilcanato, mas assumiram o controle de vastos territórios após a queda do império.